# Anne Keothavong
Anne Keothavong (Hackney, 16 september 1983) is een tennisspeelster uit Engeland. Ze begon op zevenjarige leeftijd met tennis. Haar eerste ITF-juniorentoernooi was in februari 1996. In 2001 stapte ze over naar de professionele status. In februari 1998 speelde ze in Birmingham haar eerste seniorentoernooi bij de ITF. In 2001 werd ze door middel van een wildcard voor het eerst toegelaten tot de hoofdtabel van een grandslamtoernooi (Wimbledon).

## Posities op deWTA-ranglijst enkelspel
Positie per einde seizoen:
| jaartal | rank |
| ------- | ---- |
| 2012    | 137  |
| 2011    | 73   |
| 2010    | 123  |
| 2009    | 100  |
| 2008    | 61   |
| 2007    | 122  |
| 2006    | 168  |
| 2005    | 239  |
| 2004    | 175  |
| 2003    | 177  |
| 2002    | 233  |
| 2001    | 268  |
| 2000    | 377  |
| 1999    | 702  |

## Palmares

### WTA-finaleplaatsen damesdubbelspel
| nr.              | datum      | toernooi          | partner           | tegenstandsters                            | score   |
| ---------------- | ---------- | ----------------- | ----------------- | ------------------------------------------ | ------- |
| Gewonnen finales |            |                   |                   |                                            |         |
| Verloren finales |            |                   |                   |                                            |         |
| 1.               | 2013-03-02 | WTA Florianópolis | Valerija Savinych | Jaroslava Sjvedova Anabel Medina Garrigues | 0-6 4-6 |

### Gewonnen ITF-toernooien enkelspel
| nr. | datum      | toernooi          | dotatie  | tegenstandster in finale | score       |
| --- | ---------- | ----------------- | -------- | ------------------------ | ----------- |
| 1.  | 2001-01-28 | Jersey            | $10.000  | Élodie Le Bescond        | 6-3 6-2     |
| 2.  | 2002-08-11 | Bath              | $10.000  | Hannah Collin            | 6-0 7-6     |
| 3.  | 2002-08-18 | Londen            | $10.000  | Yvonne Doyle             | 6-4 7-6     |
| 4.  | 2002-09-28 | Sunderland        | $10.000  | Hannah Collin            | 6-0 6-1     |
| 5.  | 2003-02-02 | Belfort           | $25.000  | Nathalie Viérin          | 5-7 7-6 6-4 |
| 6.  | 2004-03-28 | Redding           | $25.000  | Mashona Washington       | 6-3 2-6 7-6 |
| 7.  | 2005-03-20 | Bolton            | $10.000  | Veronika Chvojková       | 3-6 6-1 6-1 |
| 8.  | 2005-04-03 | Bath              | $10.000  | Claire Peterzan          | 6-1 6-1     |
| 9.  | 2005-09-04 | Nottingham        | $10.000  | Karen Paterson           | 1-6 7-6 6-4 |
| 10. | 2005-10-22 | Lagos             | $25.000  | Maša Zec Peškirič        | 6-3 7-6     |
| 11. | 2006-02-05 | Jersey            | $25.000  | Ana Vrljić               | 6-2 6-1     |
| 12. | 2006-11-19 | Přerov            | $25.000  | Angelique Kerber         | 6-4 7-5     |
| 13. | 2007-08-05 | Vancouver         | $50.000  | Stéphanie Dubois         | 7-5 6-1     |
| 14. | 2008-02-24 | Capriolo          | $25.000  | Vesna Manasieva          | 6-1 2-6 6-3 |
| 15. | 2008-05-10 | Jounieh           | $50.000  | Lourdes Domínguez Lino   | 6-4 6-1     |
| 16. | 2008-10-12 | Barnstaple        | $50.000  | Alberta Brianti          | 6-4 6-2     |
| 17. | 2008-11-09 | Krakau            | $100.000 | Monica Niculescu         | 7-6 4-6 6-3 |
| 18. | 2011-10-29 | Barnstaple        | $75.000  | Marta Domachowska        | 6-1 6-3     |
| 19. | 2011-11-06 | Ismaning          | $50.000  | Yvonne Meusburger        | 6-3 1-6 6-2 |
| 20. | 2013-03-30 | Croissy-Beaubourg | $50.000  | Sandra Záhlavová         | 7-6 6-3     |

### Gewonnen ITF-toernooien dubbelspel
| nr. | datum      | toernooi         | dotatie | partner              | tegenstandsters in finale             | score          |
| --- | ---------- | ---------------- | ------- | -------------------- | ------------------------------------- | -------------- |
| 1.  | 2005-05-22 | Tenerife         | $25.000 | Amanda Janes         | Julia Babilon Adriana Barna           | 7-6 3-6 6-3    |
| 2.  | 2005-09-04 | Nottingham       | $10.000 | Claire Peterzan      | Lindsay Cox Rebecca Fong              | 6-1 6-1        |
| 3.  | 2007-02-03 | Londen           | $25.000 | Claire Curran        | Andrea Hlaváčková Katarína Kachlíková | 4-6 6-4 6-2    |
| 4.  | 2007-05-18 | Gran Canaria     | $25.000 | Frederica Piedade    | Marta Marrero Carla Suárez Navarro    | walk-over      |
| 5.  | 2010-11-07 | Nantes           | $50.000 | Anna Smith           | Mervana Jugić-Salkić Darija Jurak     | 5-7 6-1 [10-6] |
| 6.  | 2011-10-02 | Clermont-Ferrand | $25.000 | Mervana Jugić-Salkić | Jekaterina Ivanova Ksenia Lykina      | 4-6 6-3 [10-8] |
| 7.  | 2011-10-29 | Barnstaple       | $75.000 | Eva Birnerová        | Sandra Klemenschits Tatjana Malek     | 7-5 6-1        |
| 8.  | 2011-11-06 | Ismaning         | $50.000 | Kiki Bertens         | Kristina Barrois Yvonne Meusburger    | 6-3 1-6 6-2    |

### Gewonnen juniorentoernooien enkelspel
| nr. | datum      | toernooi     | graad | tegenstandster in finale | score   |
| --- | ---------- | ------------ | ----- | ------------------------ | ------- |
| 1.  | 1999-02-14 | Bisham Abbey | 2     | Elena Baltacha           | 6-2 6-1 |

### Gewonnen juniorentoernooien dubbelspel
| nr. | datum      | toernooi  | graad | partner        | tegenstandsters in finale  | score   |
| --- | ---------- | --------- | ----- | -------------- | -------------------------- | ------- |
| 1.  | 1999-01-07 | Salk Open | 4     | Elena Baltacha | Tajana Mlakar Laura Ganzer | 6-1 6-0 |

## Prestatietabel
| Legenda | Legenda                          |
| ------- | -------------------------------- |
| g.t.    | geen toernooi gehouden           |
| l.c.    | lagere categorie                 |
| –       | niet deelgenomen                 |
| G       | uitgeschakeld in de groepsfase   |
| 1R      | uitgeschakeld in de eerste ronde |
| 2R      | uitgeschakeld in de tweede ronde |
| 3R      | uitgeschakeld in de derde ronde  |
| 4R      | uitgeschakeld in de vierde ronde |
| KF      | uitgeschakeld in de kwartfinale  |
| HF      | uitgeschakeld in de halve finale |
| F       | de finale verloren               |
| W       | het toernooi gewonnen            |
| w-v     | winst/verlies-balans             |

### Grand slam, enkelspel
| Toernooi        | 2001 | 2002 | 2003 | 2004 | 2005 | 2006 | 2007 | 2008 | 2009 | 2010 | 2011 | 2012 | 2013 |
| --------------- | ---- | ---- | ---- | ---- | ---- | ---- | ---- | ---- | ---- | ---- | ---- | ---- | ---- |
| Australian Open | –    | –    | –    | –    | –    | –    | –    | –    | 1R   | –    | 2R   | 1R   | –    |
| Roland Garros   | –    | –    | –    | –    | –    | –    | –    | –    | 1R   | 1R   | 1R   | 1R   | –    |
| Wimbledon       | 1R   | 1R   | 1R   | 2R   | 1R   | 1R   | 1R   | 2R   | 1R   | 1R   | 2R   | 2R   | 1R   |
| US Open         | –    | –    | –    | –    | –    | –    | –    | 3R   | –    | 1R   | 1R   | 1R   | –    |

### Grand slam, vrouwendubbelspel
| Toernooi        | 2002 | 2003 | 2004 | 2005 | 2006 | 2007 | 2008 | 2009 | 2010 | 2011 | 2012 | 2013 |
| --------------- | ---- | ---- | ---- | ---- | ---- | ---- | ---- | ---- | ---- | ---- | ---- | ---- |
| Australian Open | –    | –    | –    | –    | –    | –    | –    | 2R   | –    | –    | 1R   | –    |
| Roland Garros   | –    | –    | –    | –    | –    | –    | –    | 1R   | –    | –    | 1R   | –    |
| Wimbledon       | 1R   | 1R   | 1R   | 1R   | 1R   | 1R   | 2R   | 1R   | 1R   | 1R   | 1R   | 1R   |
| US Open         | –    | –    | –    | –    | –    | –    | 1R   | –    | 1R   | –    | 1R   | –    |

### Grand slam, gemengd dubbelspel
| Toernooi        | 2003 | 2004 |    | 2007 | 2008 | 2009 | 2010 | 2011 | 2012 |
| --------------- | ---- | ---- | -- | ---- | ---- | ---- | ---- | ---- | ---- |
| Australian Open | –    | –    | –  | –    | –    | –    | –    | –    |      |
| Roland Garros   | –    | –    | –  | –    | –    | –    | –    | –    |      |
| Wimbledon       | 1R   | 1R   | 1R | 2R   | 1R   | 1R   | 1R   | 1R   |      |
| US Open         | –    | –    | –  | –    | –    | –    | –    | –    |      |